# Lantanoidakontrakció
A kémiában lantanoidakontrakciónak nevezik azt a jelenséget, hogy a rendszám növekedésével a lantanoidák ionsugara a lantántól (51-es rendszámú elem) a lutéciumig (71. elem) a vártnál gyorsabban csökken, így egyben (a 72-es hafniumtól kezdve) a további elemek ionsugara is kisebb, mint amekkorára egyébként számítani lehetne. A kifejezést Victor Goldschmidt norvég geokémikus vezette be.
| Kémiai elem                                           | La     | Ce        | Pr     | Nd     | Pm     | Sm     | Eu     | Gd        | Tb     | Dy      | Ho      | Er      | Tm      | Yb      | Lu         |
| ----------------------------------------------------- | ------ | --------- | ------ | ------ | ------ | ------ | ------ | --------- | ------ | ------- | ------- | ------- | ------- | ------- | ---------- |
| Atomi elektronszerkezet (mindegyik [Xe]-vel kezdődik) | 5d16s2 | 4f15d16s2 | 4f36s2 | 4f46s2 | 4f56s2 | 4f66s2 | 4f76s2 | 4f75d16s2 | 4f96s2 | 4f106s2 | 4f116s2 | 4f126s2 | 4f136s2 | 4f146s2 | 4f145d16s2 |
| Ln3+ elektronszerkezet                                | 4f0    | 4f1       | 4f2    | 4f3    | 4f4    | 4f5    | 4f6    | 4f7       | 4f8    | 4f9     | 4f10    | 4f11    | 4f12    | 4f13    | 4f14       |
| Ln3+ sugár (pm) (6-os koordináció)                    | 103    | 102       | 99     | 98,3   | 97     | 95,8   | 94,7   | 93,8      | 92,3   | 91,2    | 90,1    | 89      | 88      | 86,8    | 86,1       |

## Oka
A jelenséget az okozza, hogy a 4f-elektronok az atommag töltését (melynek vonzó hatása köti meg az elektronokat) csak gyengén árnyékolják, a 6s-elektronokat így a mag jobban maga felé vonzza, ami kisebb atomsugarat eredményez.
Egyelektronos atomokban az elektron és az atommag távolságát az határozza meg, hogy az elektron melyik alhéjon található. Az atommag töltésének növelésével a távolság, és így az atomsugár is csökken. Többelektronos atomokban ezt a mag erősebb vonzásából fakadó összehúzódást részben ellensúlyozza az elektronok közötti növekvő elektrosztatikus taszítás. Egyfajta „árnyékoló hatás” lép fel, azaz ahogy elektronok kerülnek a külsőbb héjakra, azok elől a már meglévő elektronok a mag töltését leárnyékolják, így a külsőbb elektronok csak kisebb effektív töltést érzékelnek. A belsőbb elektronok árnyékoló hatása az s > p > d > f alhéjak sorrendjében csökken. Rendszerint ahogy egy perióduson belül töltődik fel egy alhéj, úgy csökken az atomsugár. Ez a jelenség különösen kifejezett a lantanoidák esetében, mivel ebben a sorozatban a 4f-alhéj feltöltődése zajlik, amely nem túl hatékonyan árnyékolja a külsőbb (n=5 és n=6) héjakon található elektronokat. Az árnyékoló hatás tehát kevésbé képes ellensúlyozni a nagyobb magtöltés atomsugár-csökkentő hatását. Ez okozza a „lantanoidakontrakciót”. Az ionsugár a lantán(III) 103 pm-es értékéről a lutécium(III) 86,1 pm-éig csökken.
A lantanoidakontrakció mintegy 10%-át relativisztikus hatásoknak tulajdonítják.

## Hatása
A külső héjak elektronjaira ható nagyobb vonzóerő eredményeként beszélhetünk a maguknál a lantanoidáknál fellépő következményekről, mint például a ionsugaruk csökkenése, illetve beszélhetünk a lantanoidák utáni elemeknél fellépő hatásokról is.

### A lantanoidák tulajdonságai
A lantanoidák ionsugara a sorozaton belül 103 pm-ről (La3+) 86 pm-re (Lu3+) csökken.
A lantanoida-sorozatban a 4f-elektronhéj töltődik fel. Ez az első f-alhéj az 5s- és 5p-alhéjakon (valamint a semleges atom 6s-alhéján) belül helyezkedik el; a 4f-alhéj viszonylag az atommaghoz közel helyezkedik el, és elhanyagolható hatása van a kémiai kötésekre. Az atom- és ionsugár csökkenése azonban hatással van az elemek kémiájára. Ha nem létezne lantanoidakontrakció, a lantanoidák kémiai elválasztása rendkívül nehéz volna. Ugyanakkor a lantanoidakontrakció eléggé megnehezíti az 5. és 6. periódusban egymás alatt található átmenetifémek elválasztását.
A lantántól a lutéciumig megfigyelhető a Vickers- és a Brinell-keménység, a sűrűség és az olvadáspont folyamatos növekedése (mely alól az itterbium jelentős kivétel). A lutécium a legkeményebb és a legsűrűbb, valamint a legmagasabb olvadásponttal rendelkező lantanoida.
| elem                    | lantán | cérium | prazeodímium | neodímium | prométium | szamárium | európium | gadolínium | terbium | diszprózium | holmium | erbium | túlium | itterbium | lutécium |
| Vickers-keménység (MPa) | 491    | 270    | 400          | 343       | ?         | 412       | 167      | 570        | 863     | 540         | 481     | 589    | 520    | 206       | 1160     |
| Brinell-keménység (MPa) | 363    | 412    | 481          | 265       | ?         | 441       | ?        | ?          | 677     | 500         | 746     | 814    | 471    | 343       | 893      |
| sűrűség (g/cm3)         | 6,162  | 6,770  | 6,77         | 7,01      | 7,26      | 7,52      | 5,264    | 7,90       | 8,23    | 8,540       | 8,79    | 9,066  | 9,32   | 6,90      | 9,841    |
| olvadáspont (K)         | 1193   | 1068   | 1208         | 1297      | 1315      | 1345      | 1099     | 1585       | 1629    | 1680        | 1734    | 1802   | 1818   | 1097      | 1925     |
| atomsugár (pm)          | 187    | 181,8  | 182          | 181       | 183       | 180       | 180      | 180        | 177     | 178         | 176     | 176    | 176    | 176       | 174      |

### A lantanoidák utáni elemek
A periódusos rendszerben a lantanoidák után található elemekre is hatással van a lantanoidakontrakció. A 6. periódus átmenetifémeinek atomsugara kisebb, mint amekkorát a lantanoidák nélkül várnánk, tulajdonképpen nagyon hasonló az 5. periódus elemeiéhez, mivel az eggyel több elektronhéj hatását majdnem teljesen ellensúlyozza a lantanoidakontrakció.
A fentieket jól illusztrálja, hogy a cirkónium (az 5. periódus egyik elemének) atomsugara 159 pm, míg a hafniumé (az alatta található 6. periódusbeli elem) 156 pm. A Zr4+ ionsugara 79 pm, a Hf4+-é 78 pm. A méretek nagyon hasonlóak, miközben az elektronok száma 40-ről 72-re, az atomtömeg pedig 91,22-ről 178,49 g/mol-ra nő. A méret változatlansága miatt a tömegnövekedéssel együtt a sűrűség is jelentősen – 6,51-ről 13,35 g/cm3-re – emelkedik.
Mindezek miatt a cirkónium és hafnium kémiai viselkedése nagyon hasonló, hiszen sugaruk és elektronszerkezetük erősen hasonló. A sugártól függő tulajdonságok, például a rácsenergiák, oldáshők és a komplexek stabilitási állandói szintén hasonlóak. E hasonlóság következtében a hafnium mindig a gyakoribb cirkóniummal együtt fordul elő, önálló elemként csak a cirkónium után 134 évvel később, 1923-ban fedezték fel.

## Fordítás
Ez a szócikk részben vagy egészben  a   Lanthanide contraction című angol Wikipédia-szócikk ezen változatának fordításán alapul.  Az eredeti cikk szerkesztőit annak laptörténete sorolja fel. Ez a jelzés csupán a megfogalmazás eredetét és a szerzői jogokat jelzi, nem szolgál a cikkben szereplő információk forrásmegjelöléseként.

## További olvasnivalók
- Reference Page, See Figure 2 for details
- Simple Definition